# Sant Miquel de Colera

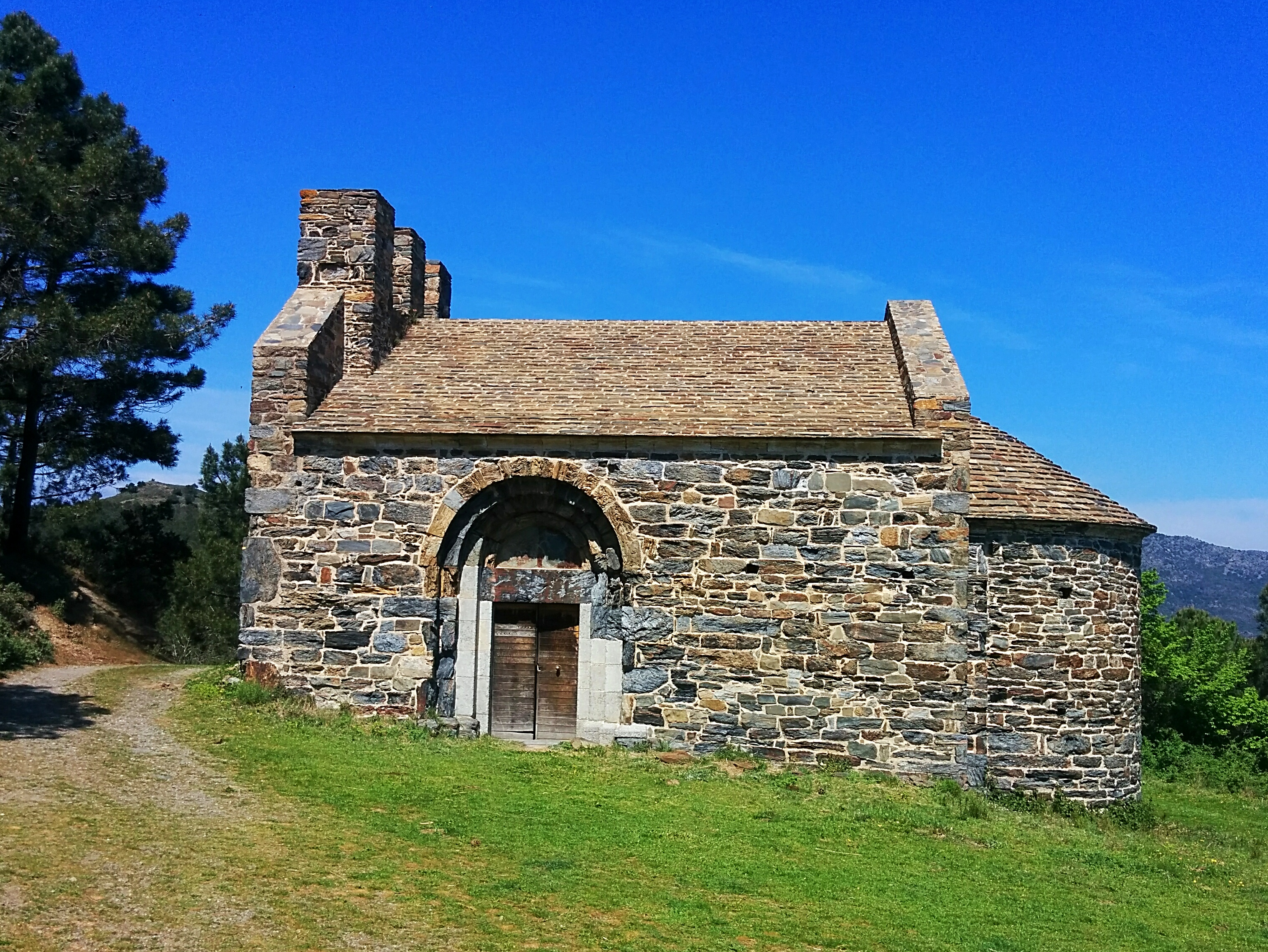
Sant Miquel de Colera

Sant Miquel de Colera ist eine ehemalige, aus dem 11. Jahrhundert stammende  romanische Pfarrkirche der Gemeinde Colera im Norden Kataloniens (Provinz Girona, Alt Empordà). Die Kirche bildet Teil des Kulturerbes Kataloniens und ist in die Inventari del Patrimoni Arquitectònic Català aufgenommen.

## Lage
Die nach Sankt Michael benannte Kirche einer einstigen Einsiedelei befindet sich 4 Kilometer westsüdwestlich (Luftlinie) vom Ortskern von Colera auf 497 Meter Höhe über dem Meer. Sie kann über einen 7 Kilometer langen Forstweg, der durch den verfallenen Weiler Molinàs führt, erreicht werden. Sant Miquel de Colera liegt am Ostabhang der Serra de la Balmeta 700 Meter nördlich des Puig d'Esquers.

## Geschichte
Sant Miquel de Colera wird geschichtlich erstmals in einem Dokument aus dem letzten Viertel des 11. Jahrhunderts erwähnt. Darin heißt es, dass 

„Dalmau Berenguer "ipsa sua domenedura propia" den Ort Colera im Vall de Freixe (wie Colera damals hieß) von der Abtei Sant Quirze de Colera als Lehen erhalten hatte – zusammen mit Bauernhöfen und deren Ländereien, Weinbergen mit Wachttürmen (turre), Häfen sowie die Kirche Sant Miquel samt ihrem Land, Zehnten und Vorzugsrechten.“

Ein noch früheres Dokument der Abtei Sant Quirze aus dem Jahr 844, in dem die Kirche Sant Miquel erwähnt ist, wird von vielen Historikern mittlerweile als Fälschung des 13. Jahrhunderts angesehen.
Eine Notiz aus dem Jahr 1219 führte Sant Miquel de Colera, die so genannte l'església vella als Besitz der Abtei Sant Quirze. Dies wurde auch von den Rationes decimarum der Jahre 1279 und 1280 und den Diözösenaufzeichnungen des 14. Jahrhunderts erneut bestätigt.
Im Jahr 1983 war die Kirche stark beschädigt und verlangte nach einem Einschreiten des Departement de Cultura (Kulturbehörde der Generalitat de Catalunya), der Diputació de Girona, des Ajuntament de Colera und des Bistums von Girona. Zusammen mit den Amics de Sant Miquel de Colera wurde die Kirche in zwei Etappen wiederhergestellt, eine erste im Jahr 1983 und eine zweite im Jahr 1991. Hierbei wurden die Fassade erneuert, die Glockenwand ausgebessert und die verschwundenen Portalsteine ersetzt.

## Beschreibung

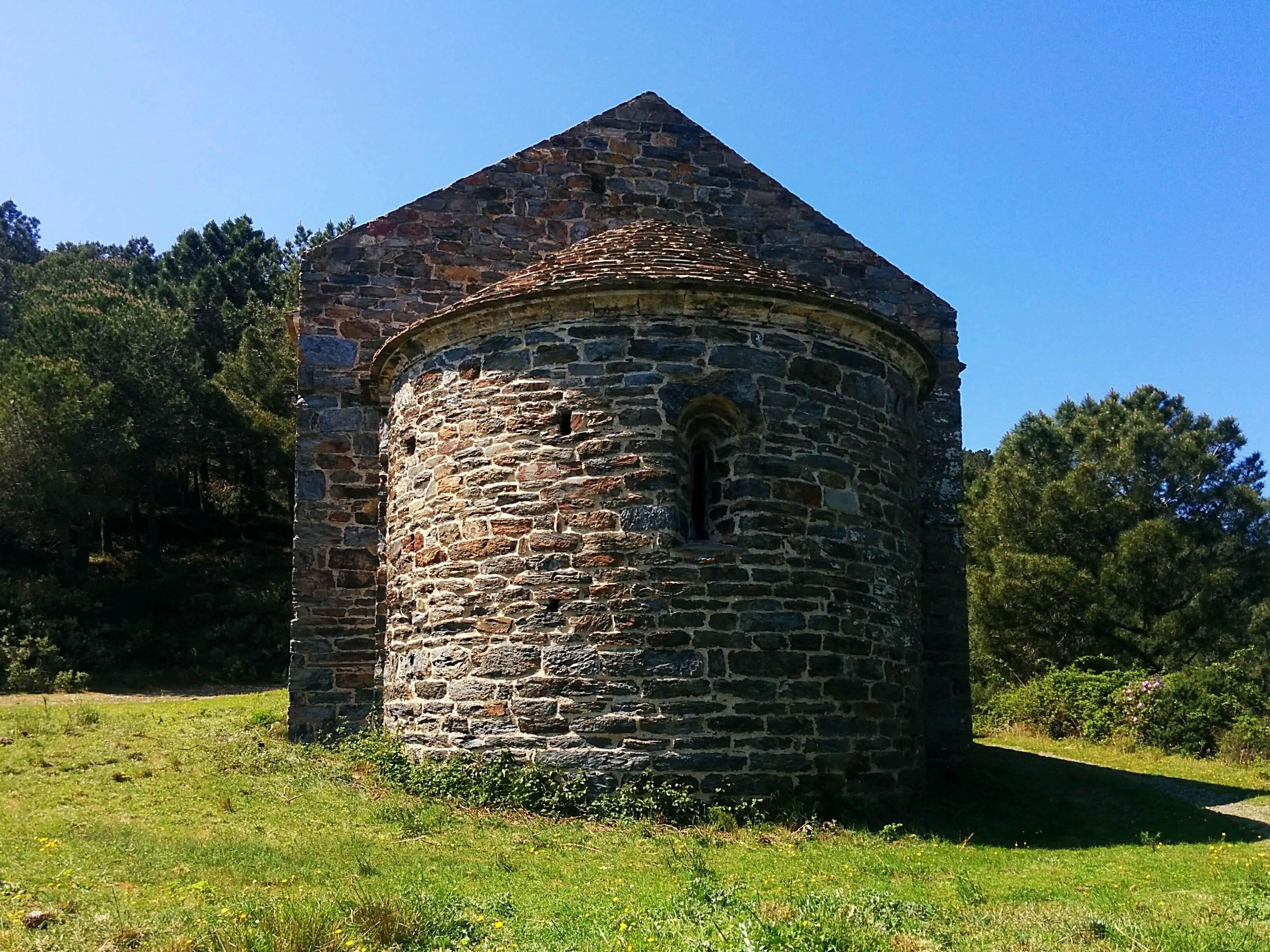

Die nur wenig aus der Ost-West-Richtung nach Norden verdrehte Saalkirche besteht aus einem einzigen Schiff, das an der Ostseite von einer halbkreisförmigen Apsis abgeschlossen wird. Der Eingang befindet sich auf der Südseite. Die Decke im Innern ist ein Spitztonnengewölbe. Die Decke der Apsis hingegen ist viertelsphärisch. Die Kirche besitzt nur zwei Fenster, eines an der Stirnseite und eines in der Mitte des Presbyteriums. Die Fenster werden durch zwei abgestufte Rundbögen abgeschlossen. In der Nordwand war einst ein großer nischenförmiger Rundbogen eingelassen, der von einer quadratischen Öffnung begleitet wurde – beide sind jetzt zugemauert. Eine Bank umläuft mit Ausnahme der Apsis das gesamte Innere der Kirche.
Der Fußboden im Innern ist mit großen Platten des anstehenden Schiefergesteins des Albères-Massivs ausgelegt. Die Eingangstür auf der Südseite wird von vier über dem Türsturz und dem Tympanonfeld sitzenden, abgestuften Rundbögen abgeschlossen. Der über der Westfassade thronende Glockengiebel besteht aus drei Pfeilern, bei denen jedoch wie in Sant Quirze die abschließenden Bögen fehlen. Die Kirche ist im anstehenden Naturstein gemauert, die Steine wurden behauen und dann hintereinander verbaut. Das Dach ist mit Schieferplatten gedeckt.